# Le rose della castellana
Le rose della castellana (Bride of the Regiment) è un film del 1930 diretto da John Francis Dillon.
Il soggetto del film si basa sul musical The Lady in Ermine tratto dall'operetta Die Frau im Hermelin di Rudolph Schanzer e Ernst Welisch.
È il remake di un film del 1927 interpretato da Corinne Griffith. Lubitsch ne girerà una terza versione nel 1948. Il regista berlinese morirà durante le riprese del film che sarà completato da Otto Preminger.

## Produzione
Il film fu prodotto dalla First National Pictures. Le scene danzate furono affidate a Jack Haskell.

## Distribuzione
Distribuito dalla First National Pictures, il film uscì nelle sale cinematografiche USA il 21 maggio 1930.

### Date di uscita
- USA	21 maggio 1930
- Portogallo	30 ottobre 1931

Alias
- Bride of the Regiment	USA (titolo originale)
- A Noiva do Regimento	Portogallo
- Lady of the Rose	UK
- Le rose della castellana	Italia

## Differenti versioni
- The Lady in Ermine, regia di James Flood (1927)
- Le rose della castellana (Bride of the Regiment), regia di John Francis Dillon (1930)
- La signora in ermellino (That Lady in Ermine), regia di Ernst Lubitsch e (non accreditato) Otto Preminger  (1948)